# 北里柴三郎 感染症と闘いつづけた男
『北里柴三郎 感染症と闘いつづけた男』（きたさとしばさぶろう かんせんしょうとたたかいつづけたおとこ）は、ノンフィクション作家の上山明博が2019年末に中国・武漢市で発生した新型コロナウイルス感染症の報道を受けて起草し、およそ2年をかけて原稿650枚（26万字）を書き下ろした北里柴三郎に関する評伝ノンフィクションの大著。膨大な資料と丹念な調査によって北里柴三郎の生涯とその業績の全容を初めて刻銘に明らかにした。

## 概要
2019年末、中国中央部の河北省武漢市で風邪の症状を訴える患者が続出し、多くの患者が謎の死を遂げた。翌2020年1月、世界保健機関（WHO）は、中国・武漢で発生した謎の感染症の原因は「新型コロナウイルス（novel coronavirus）」であると発表し、「COVID-19（コビッド・ナインティーン=新型コロナウイルス感染症）」と名づけたのである。新型コロナウイルス感染症が世界的大流行（パンデミック）に至る前のこのとき、その報に接した著者がまっ先に思い浮かべたのは北里柴三郎であった。
なぜなら、感染症はこれまでも様々な形に姿を変えながら繰り返し人類に災禍をもたらしてきた。わけても19世紀末に起きたペストの世界的流行は、今日の状況と酷似していたからである。
1894年3月、中国南東部で原因不明の感染者が続出し、対岸の香港に飛び火した。多くの香港市民が黒死病（14世紀のペストの俗称）に似た症状をあらわし、次々と謎の死を遂げた。このとき、日本政府の命を受けて感染地の香港に入ったのが北里柴三郎である。
北里は、今日のような防護服はおろか感染症から身を守る方法さえ分からなかった時代に命を賭して感染地に入り、ペスト菌を発見することに成功。人類が永年死病として恐れてきたペストの正体を世界で初めて突き止め、その後の感染対策に主導的な役割を担ったのである。
何億人もの無辜の命を蹂躙した目に見えない病原体に対して、人類はいかに対峙し、乗り越えてきたのか？　新型コロナの感染拡大をきっかけにして、著者は人類と感染症との終わりのない闘いの実相を浮き彫りにするために、当時の新聞や雑誌、論文などの膨大な資料の山に分け入り、未知の感染症と闘いつづけた北里柴三郎の生涯を追った。
現今の新型コロナウイルス感染症に正しく対峙するための知恵と教訓を得るために、北里柴三郎の貴重な遺品を所蔵する北里柴三郎記念館を訪ね、幸いにもそこで執筆のための多くの手がかりと確証をつかむ。また著者は、北里研究の第一人者である檀原宏文北里大学名誉教授の知遇を得、「私の知る所、北里柴三郎に関する〝評伝ノンフィクション〟として唯一最高のもの」と、称賛の言葉を得る。そうして上梓したのが、『北里柴三郎─感染症と闘いつづけた男』青土社刊である。
本書は、ペストをはじめ、コレラ、破傷風、ジフテリア、結核、赤痢、ハンセン病など、これまで日本で流行した様々な感染症に生涯挑みつづけた北里柴三郎の足跡と実相を明らかにするとともに、今日の時代にも通じるその思想までも抽出せんとした評伝ノンフィクションの決定版である。

## 書誌事項
- 書名：北里柴三郎
- 副題：─ 感染症と闘いつづけた男 ─
- 装幀：水戸部功
- 編集：菱沼達也
- 発行：青土社
- 判型：四六判
- 製本：上製
- 頁数：374頁[8]

## 参考資料
- 「北里柴三郎：日本近代医学の父」NHK Eテレ歷史トーク番組「先人たちの底力 知恵泉」解説出演=上山明博（ノンフィクション作家）、ゲスト出演=松浦善治（大阪大学微生物病研究所元所長）+篠原かをり（慶應義塾大学SFC研究所上席研究員）／初回放送=2024年12月17日22:00～22:44[12]